# Jonas Gardell

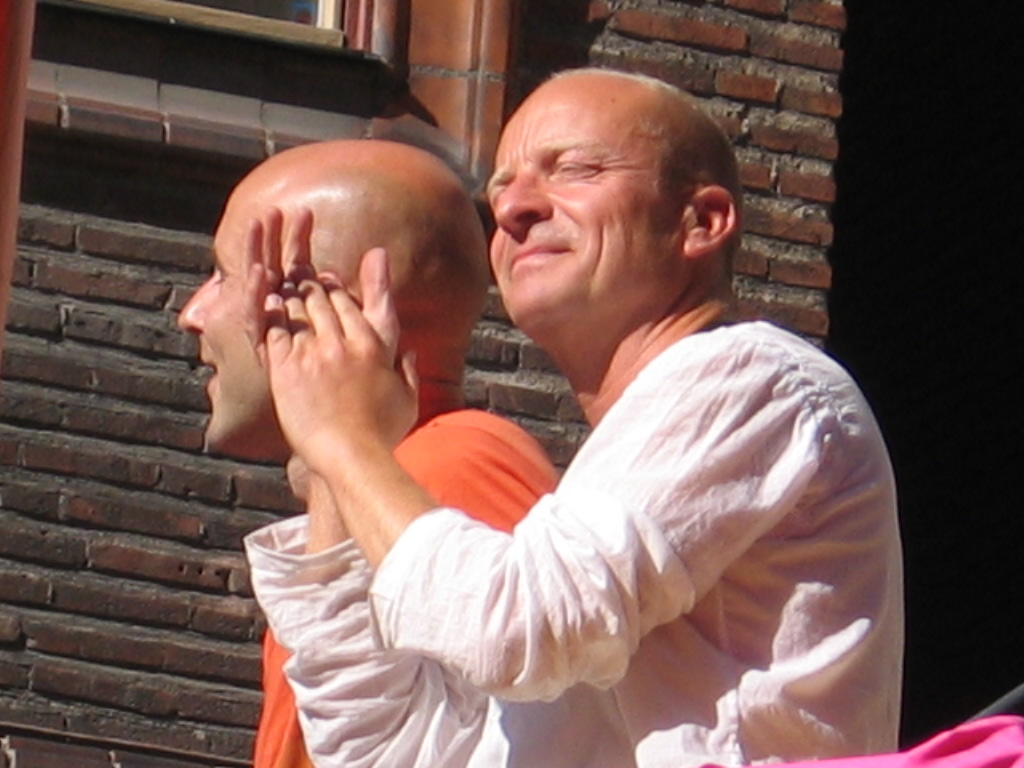
Gardell bei der Stockholm Pride Parade 2006

Lars Jonas Holger Gardell (* 2. November 1963 in Enebyberg, Gemeinde Danderyd, Schweden) ist ein schwedischer Schriftsteller, Drehbuchautor, Schauspieler, Komiker und Sänger.

## Leben
Gardell wuchs in Enebyberg nördlich von Stockholm auf und hat zwei Geschwister. Seine Eltern, beide Psychologen, deren zweitjüngstes Kind er war, ließen sich in seiner Kindheit scheiden. Als 18-Jähriger bewarb er sich an einer Schauspielschule, aber als er erfuhr, dass er dort der 500te sein sollte, der für ”Hamlet” vorsprechen sollte, zog er seine Bewerbung zurück und versuchte sich in der Folge als Künstler. So eröffnete er eine Kunstgalerie, die jedoch mäßigen Erfolg beim Publikum hatte. Er begann, Gedichte zu schreiben, fortan auch Erzählungen und Romane. 1985 veröffentlichte er seinen Debütroman Passionsspelet. 1989 kam sein erstes Theaterstück Lena och Percy Präriehund auf die Bühne und er ging mit der Komponistin Kim Hedås auf Tournee.
1995 schrieb er das Drehbuch für seinen ersten Spielfilm, Pensionat Oskar. Regie führte Susanne Bier. Der Film handelt von einer Familie, die in den Urlaub an die Küste fährt. Der Vater verliebt sich in den Campingplatzwächter und verlässt seine Familie.Pensionat Oskar gewann im Herbst 1995 den großen Kritikerpreis beim Montreal World Film Festival, Gardell gewann den schwedischen Filmpreis "Guldbagge" für das beste Manuskript.
Jonas Gardell lebt mit dem finnisch-schwedischen Autor und Moderator Mark Levengood in einer eingetragenen Lebenspartnerschaft. Gardell wuchs in einer Baptistengemeinde auf und ist christlichen Glaubens.

## Literarisches Werk
Jonas Gardell veröffentlicht Werke in den unterschiedlichsten literarischen Genres: Romane, Erzählungen, Gedichte, Theaterstücke und Drehbücher. Eines der Hauptthemen seines Schaffens ist die Auseinandersetzung mit Homosexualität und ihrer gesellschaftlichen Akzeptanz. Gardells Debütroman Passionsspelet etwa handelt von den Schwierigkeiten, als Homosexueller sein zu dürfen, der man ist, und von anderen, aber auch von sich selbst akzeptiert zu werden.
1992 veröffentlichte er den Roman Ein Komiker wächst heran, aus dem in Schweden eine erfolgreiche TV-Serie hervorging.
Gardells Werke wurden in zahlreiche Sprachen übersetzt, darunter Englisch, Französisch, Deutsch, Russisch und verschiedene skandinavische Sprachen. Seine Theaterstücke werden europaweit aufgeführt.

## Veröffentlichungen (Auswahl)

### Romane
- 1985 Passionsspelet
- 1990 Fru Björks öden och äventyr (deutsch: Wer zuletzt liebt)
- 1992 En komikers uppväxt (1993 als Die lustige Stunde, 2002 als Ein Komiker wächst heran)
- 1995 Frestelsernas berg
- 1998 Så går en dag ifrån vårt liv och kommer aldrig åter
- 2001 Ett ufo gör entré
- 2006 Jenny

### Theaterstücke
- 1989 Lena och Percy Präriehund
- 1989 Ömheten
- 1991 Isbjörnarna
- 1992 Cheek to cheek
- 1997 Människor i solen
- 2005 Helvetet är minnet utan makt att förändra

### Filme (Drehbuch)
- 1995 Pensionat Oskar
- 2000 Once in a lifetime
- 2012 Torka aldrig tårar utan handskar

### Bühnenshows
- 1988 Kim å Jonas klang- och jubelkavalkad
- 1989 Kim å Jonas går igen
- 1990/1991 En pall, en mikrofon och Jonas Gardell
- 1995/1996 En annan sorts föreställning
- 2001/2002 Livet
- seit 2004 Väckelsemöte

### Deutschsprachige Übersetzungen
In deutscher Sprache erschienen bisher:
- Die lustige Stunde (Roman). Leipzig: Thom Verlag, Leipzig 1994, ISBN 978-3930383016 (Neu aufgelegt als: Ein Komiker wächst heran (Roman). Aus dem Schwedischen von Amelie Fichte,  Kiepenheuer & Witsch, 2003, ISBN 978-3462033298)
- Wer zuletzt liebt (Roman). Schneekluth Verlag, München 1994, ISBN 978-3795113339
- Je Schwester, je lieber (Roman). Schneekluth Verlag, München 1994, ISBN 978-3795113698
- Scheherezade (Schauspiel). Aus dem Schwedischen von Regine Elsässer, Theaterverlag Hofmann-Paul, Berlin.
- Cheek to Cheek (Tragikomödie). Aus dem Schwedischen von Regine Elsässer, Theaterverlag Hofmann-Paul, Berlin.
- Die Eisbären (Komödie). Aus dem Schwedischen von Regine Elsässer, Theaterverlag Hofmann-Paul, Berlin.

## Auszeichnungen
- 1992 Prix Futura
- 1993 Gustaf Fröding – Stipendium
- 1996 Tage Danielsson – Preis
- 1998 Stora svenska talarpriset
- 2001 Årets uppstickare
- 2012 Årets svensk
- 2012 BMF-Plakette
- 2013 Årets homo
- 2013 Hiv-Sveriges pris
- 2013 Bokbloggarnas pris
- 2013 Bellmanpriset
- 2013 Läkerols kulturpris “Voice of the Year”